# Campeonato Europeo de Boxeo Aficionado de 2002
El XXXIV Campeonato Europeo de Boxeo Aficionado se celebró en Perm (Rusia) entre el 12 y el 21 de julio de 2002 bajo la organización de la Confederación Europea de Boxeo (EUBC) y la Federación Rusa de Boxeo Aficionado.

## Medallero
| Núm. | País        | Oro | Plata | Bronce | Total |
| ---- | ----------- | --- | ----- | ------ | ----- |
| 1    | Rusia       | 9   | 1     | 1      | 11    |
| 2    | Ucrania     | 1   | 2     | 2      | 5     |
| 3    | Bulgaria    | 1   | 2     | 0      | 3     |
| 4    | Bielorrusia | 1   | 0     | 1      | 3     |
| 5    | Francia     | 0   | 2     | 3      | 5     |
| 6    | Alemania    | 0   | 1     | 2      | 3     |
| 6    | Italia      | 0   | 1     | 2      | 3     |
| 6    | Moldavia    | 0   | 1     | 2      | 3     |
| 9    | Hungría     | 0   | 1     | 1      | 2     |
| 10   | Azerbaiyán  | 0   | 1     | 0      | 1     |
| 11   | Rumania     | 0   | 0     | 5      | 5     |
| 12   | Armenia     | 0   | 0     | 1      | 1     |
| 12   | Eslovaquia  | 0   | 0     | 1      | 1     |
| 12   | Finlandia   | 0   | 0     | 1      | 1     |
| 12   | Georgia     | 0   | 0     | 1      | 17    |
| 12   | Turquía     | 0   | 0     | 1      | 1     |
|      | TOTAL       | 12  | 12    | 24     | 48    |